# Discorhabdella
Discorhabdella is een geslacht van sponsdieren uit de klasse van de Demospongiae (gewone sponzen).

## Soorten
- Discorhabdella hindei Boury-Esnault, Pansini & Uriz, 1992
- Discorhabdella incrustans Dendy, 1924
- Discorhabdella littoralis Maldonado, Carmona, van Soest & Pomponi, 2001
- Discorhabdella tuberosocapitatum (Topsent, 1890)
- Discorhabdella urizae Maldonado, Carmona, van Soest & Pomponi, 2001